# Szubunkin

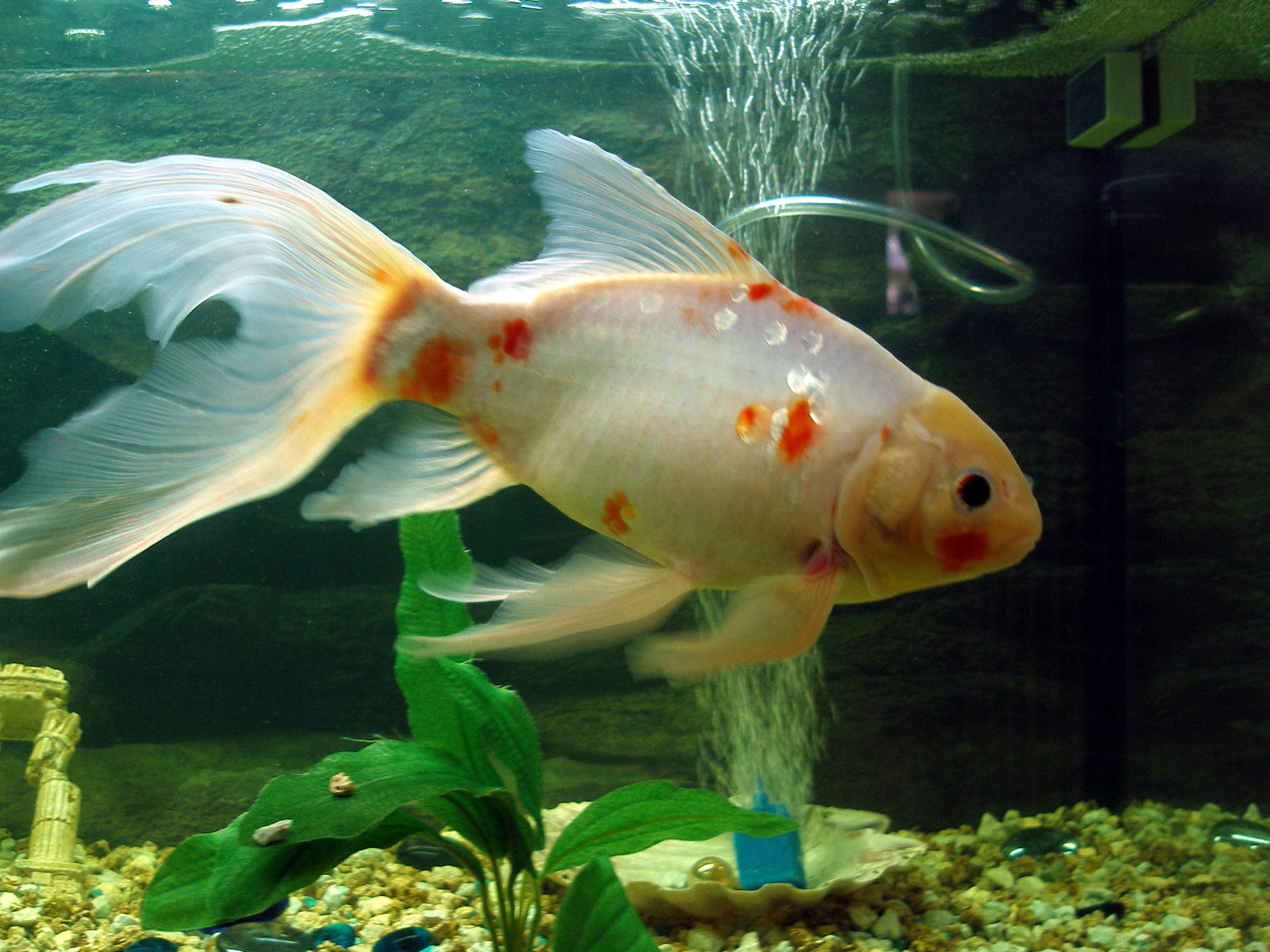

Szubunkin – odmiana hodowlana chińskiej populacji złotej rybki wywodzącej się od jednego z podgatunków karasia złocistego – Carassius auratus auratus, w hodowli akwarystycznej popularnie zwanymi welonami.

## Opis
Ubarwienie podstawowe – niebieskie z wieloma plamami w różnych kolorach. W odmianie tej ryby występują dwa typy różniące się płetwami:

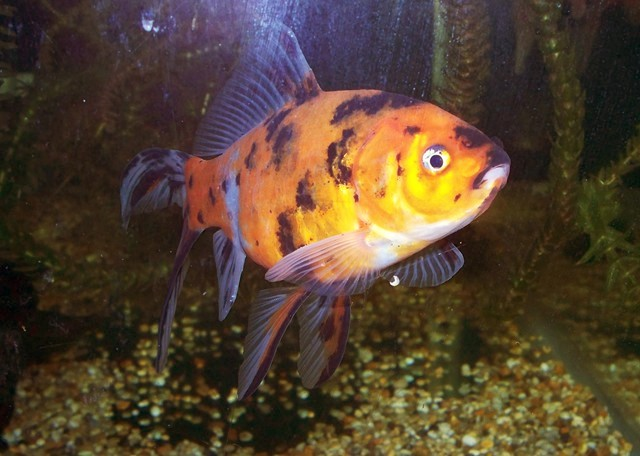
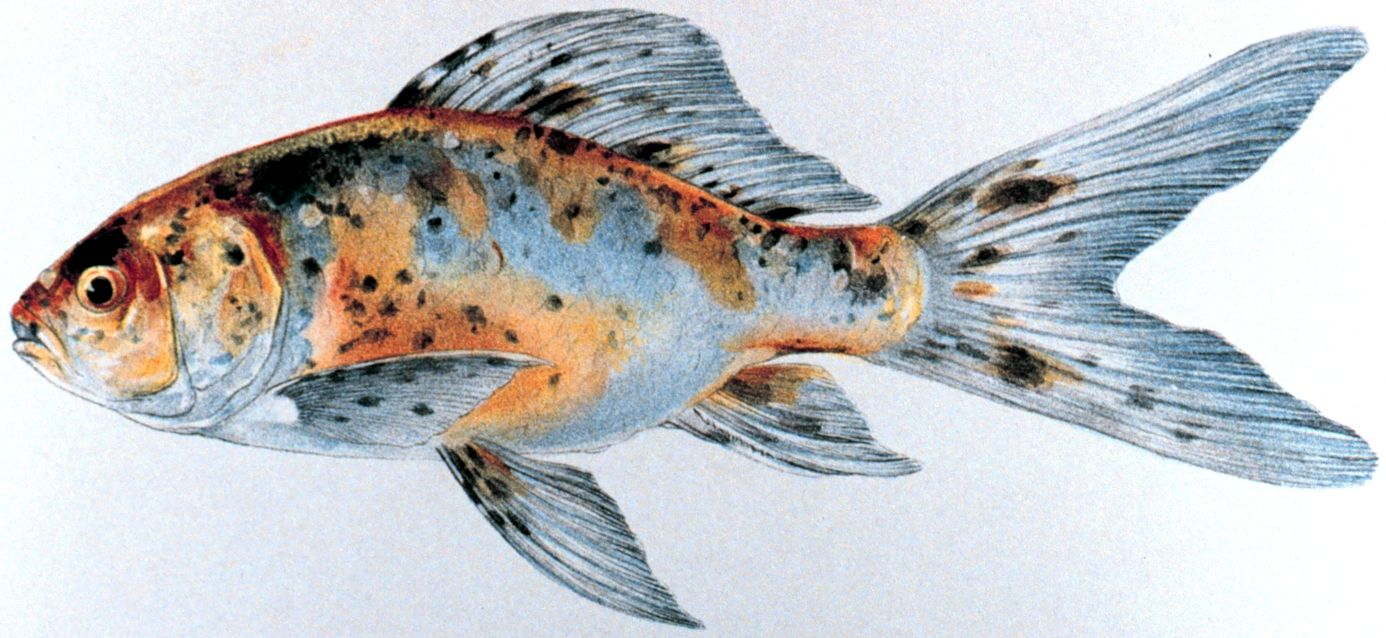

- typ londyński
- typ bristolski